# دی‌ام‌سی‌ام
دی‌ام‌سی‌ام (به انگلیسی: DMCM) با فرمول شیمیایی C۱۷H۱۸N۲O۴ یک ترکیب شیمیایی با شناسه پاب‌کم ۱۰۴۹۹۹ است. که جرم مولی آن ۳۱۴٫۳۳۶ g/mol می‌باشد.